# Bernard Takahishe Ngumbi
Pour les articles homonymes, voir Ngumbi.
Bernard Takahishe Ngumbi est un homme politique de la République démocratique du Congo, Le 26 août 2019, il est nommé vice-ministre de la Coopération internationale et régionale au sein du gouvernement Ilunga sur ordonnance présidentiel,.

## Biographie
Bernard Takahishe Ngumbi, il est membre du parti présidentiel Union pour la Démocratie et le Progrès Social UDPS.
Il est licencié en droit privé et judiciaire à l'université de Kinshasa UNIKIN de 1994 à 2000, il est depuis 2011 responsable de département juridique des Brasseries du Congo
En août 2024, l’Agence nationale de renseignement (ANR), interpelle Bernard Takaishe, pour soupçon de corruption.